# Вилохвістка борнейська
Вилохві́стка борнейська (Enicurus borneensis) — вид горобцеподібних птахів родини мухоловкових (Muscicapidae). Ендемік Калімантану. Раніше вважався підвидом білочубої вилохвістки, однак був визнаний окремим видом у 2022 році.

## Поширення і екологія
Борнейські вилохвістки мешкають в гірських районах Калімантану, на території Малайзії, Індонезії і Брунею. Вони живуть в гірських тропічних лісах, на берегах струмків і річок. Зустрічаються на висоті від 900 до 1950 м над рівнем моря. Живляться безхребетними.